# Microregione di Sertão do Moxotó
Sertão do Moxotó è una microregione dello Stato del Pernambuco in Brasile, appartenente alla mesoregione di Sertão Pernambucano.
È una suddivisione creata puramente per fini statistici, pertanto non è un'entità politica o amministrativa.

## Comuni
Comprende 7 comuni:
- Arcoverde
- Betânia
- Custódia
- Ibimirim
- Inajá
- Manari
- Sertânia